# Amalia xứ Kleve
Amalia xứ Kleve-Jülich-Berg hay Amalia xứ Kleve (17 tháng 10 năm 1517, Düsseldorf – 1 tháng 3 năm 1586, Düsseldorf), đôi khi được viết là Amelia, là Công nữ của Gia tộc Mark. Là đứa con thứ tư và là con út của Johann III xứ Kleve và Maria xứ Jülich-Berg.